# Angiogênese
Angiogênese (português brasileiro) ou angiogénese (português europeu) é o termo usado para descrever o mecanismo de crescimento de novos vasos sanguíneos a partir dos já existentes. Em suma o crescimento de vasos sanguíneos pode acontecer por via de 2 mecanismos diferentes: vasculogênese, angiogênese
Vasculogênese indica o desenvolvimento de novos vasos durante a fase embrionária.
Angiogênese acontece já em adulto, sendo que a falta de oxigênio (hipoxia) representa um sinal para o início dos mecanismos moleculares e celulares que resultarão no crescimento de novos vasos sanguínenos de tamanho pequeno, tal como a diminuição de glicose plasmática (hipoglicemia) e a pressão originária da proliferação celular em neoplasias.
A angiogênese ocorre em três passos principais:
1. Degradação da membrana basal com formação de uma botão vascular;
2. Migração de células endoteliais;
3. Maturação, formação e inibição de crescimento.

Estudos comprovam que uma das formas de combate ao câncer e muitas outras doenças, estão ligadas a angiogênese.